# Jiří Krohmer
Jiří Krohmer (* 9. srpna 1978, Javorník) je český fotbalista, záložník.

## Fotbalová kariéra
Hrál za SK Sigma Olomouc, FK Baník Ratíškovice, 1. HFK Olomouc, SFC Opava, FC Drnovice, lotyšský klub FK Ventspils, Jakubčovice, na Slovensku za Tatran Prešov a v německé nižší soutěži za FSV Budissa Bautzen. Rychlý krajní záložník použitelný i v útoku, občas zbrklý, dobrý v soubojích jeden na jednoho, s dobrou střelou.